# Gavin Menzies
Rowan Gavin Paton Menzies (Londres, 14 de agosto de 1937 – 12 de abril de 2020) foi oficial Comandante submarinista reformado da Marinha britânica. Alistou-se na Marinha britânica em 1953 e serviu em vários submarinos entre 1959 e 1970. Como comandante do submarino HMS Rorqual (1968-70), percorreu as rotas originalmente singradas por Fernão de Magalhães e James Cook.
Após reformado, escreveu o livro 1421: The Year China Discovered the World, e durante suas pesquisas históricas para elaboração da obra, visitou 120 países, mais de 900 museus e bibliotecas e os principais portos marítimos do final da Idade Média.